# تیم ملی فوتبال زنان نیجر
تیم ملی فوتبال زنان نیجر نماینده نیجر در مسابقات بین‌المللی فوتبال زنان است. این تیم توسط فدراسیون فوتبال نیجریه اداره می‌شود. این تیم در چهار بازی رسمی فیفا بازی کرده است که دو مورد از آنها باخت در برابر تیم ملی فوتبال زنان بورکینافاسو در سال ۲۰۰۷ بود. یک تیم ملی زیر ۲۰ سال زنان وجود دارد که قرار بود در مسابقات قهرمانی زنان زیر ۱۹ سال آفریقا در سال ۲۰۰۲ شرکت کند اما قبل از انجام بازی کنار رفت. برخی از مشکلات بر توسعه بازی زنان در آفریقا تأثیر می‌گذارد که بر نیجر تأثیر گذاشته است.